# یاسومی کوگیساکی
یاسومی کوگیساکی (انگلیسی: Yasuomi Kugisaki؛ زادهٔ ۳ مهٔ ۱۹۸۲) بازیکن فوتبال اهل ژاپن است.
از باشگاه‌هایی که در آن بازی کرده‌است می‌توان به باشگاه فوتبال آویسپا فوکوئوکا اشاره کرد.